# Вит (кораб)
Вижте пояснителната страница за други значения на Вит.
Моторен кораб „Вит“ е хидрографен кораб, който се използва от Изпълнителна агенция „Проучване и поддържане на река Дунав“ за поддържането на навигационно пътевата обстановка. Корабът е построен през 1979 г. в ККЗ „Илия Бояджиев“, Бургас.
Максималната му дължина е 41,25 m, максималната ширина – 7,85 m, максимална височина – 8,75 m и максимално газене – 1,39 m.